# Lucy Crane
Pour les articles homonymes, voir Crane.
Lucy Crane, née le 22 septembre 1842 et morte le 31 mars 1882, est une écrivaine, critique d'art et traductrice britannique. Elle travaille sur des histoires pour enfants et des comptines et a donné des conférences sur les beaux-arts en Angleterre.

## Biographie
Crane est née à Liverpool en 1842. Elle est la fille du portraitiste et peintre miniaturiste Thomas Crane. Son frère aîné Thomas et son frère cadet Walter sont tous deux des artistes renommés. La famille Crane déménage de Liverpool à Torquay en 1845. Lucy Crane va ensuite à l'école à Londres et, en 1859, la famille quitte Torquay pour Londres. Dès son plus jeune âge, Crane fait preuve d'un goût et d'une habileté considérables pour le dessin et le coloriage. Les circonstances, cependant, tournent son attention vers le travail d'enseignement général et elle trouve un emploi comme gouvernante. Elle devient une musicienne accomplie et se distingue non seulement pour sa délicatesse de toucher en tant qu'exécutante, mais aussi pour le raffinement classique de son goût et sa connaissance de l'italien ancien et du vieil anglais.

## Carrière
Crane travaille sur des comptines et des histoires pour enfants. Elle traduit la collection Household Stories des Frères Grimm de l'allemand vers l'anglais en 1882. Sa traduction reste fidèle au texte d'origine. Ses retouches se concentrent sur la fluidité du texte et elle adoucit les scènes violentes. Ses connaissances en musique lui permettent de fournir un bon rendu des chansons insérées dans les contes. Elle travaille également avec son père et son frère Walter Crane sur un certain nombre de projets. Elle écrit des couplets originaux pour des rimes telles que How Jessie was Lost, The Adventures of Puffy, Annie and Jack in London pour les toybooks (littéralement « livres-jouets ») colorés de Walter, dont certains ont été publiés dans Argosy Magazine. La sélection et l'arrangement des accompagnements des chansons enfantines du Baby's Opera et du Baby's Bouquet sont également d'elle.
Au cours des dernières années de sa vie, Crane donne des conférences à Londres sur les beaux-arts. Certaines de ses visions de l'art sont socialistes et sont influencées par John Ruskin et Thomas Carlyle. Six de ses conférences sont publiées sous le titre Art and the Formation of Taste à titre posthume en 1882 par Macmillan Publishers. 
Elle meurt le 31 mars 1882, chez un ami à Bolton le Moors (en). Son travail a été éclipsé en partie par la célébrité de son frère Walter.

## Œuvres
- (en) Rumpelstiltskin : A German Folk Tale from the Brothers Grimm (1971), traduit par Lucy Crane (Scott, Foresman, 1970) (Illustré par Kinuko Y. Craft)